# Giambattista Sangiorgio
Giambattista Sangiorgio (Biancavilla, 1º gennaio 1884 – Catania, 23 settembre 1930) è stato un pittore e scultore italiano.
Pittore e scultore-decoratore operò nelle province di Catania e Messina.
Eseguì molte opere di carattere religioso soprattutto per conto dell'Ordine dei Frati Minori. Tra le opere principali: la decorazione della cantoria dell'organo della Cattedrale di Catania  progettata da Salvatore Sciuto Patti, la decorazione della cantoria dell'organo della Chiesa di S. Francesco all'Immacolata sempre a Catania, gli affreschi, le statue e i lavori di ebanisteria presso la Villa Colantoni di Messina (nonostante fosse stata vincolata con D. A. n. 5544/1998 fu demolita nello stesso anno), l'altare maggiore della Chiesa del Convento di S. Antonio a Barcellona Pozzo di Gotto, demolito negli anni '80. Sua anche la monumentale statua del Cristo risorto della chiesa madre di Biancavilla, protagonista, la domenica di Pasqua, della suggestiva e spettacolare manifestazione religiosa "A Paci", l'incontro fra Gesù risorto e la Madonna, simbolo della riconciliazione fra l'uomo e Dio (https://www.youtube.com/watch?v=5D1Xip4CGt0   di Antonio Alessandro Marino Zappalà).